# 神奈川県立鶴見総合高等学校
神奈川県立鶴見総合高等学校（かながわけんりつつるみそうごうこうとうがっこう）は、神奈川県横浜市鶴見区平安町2-28-8に所在する公立の高等学校。

## 設置学科
- 総合学科
  - グローバル教養系列　
  - 情報ビジネス系列
  - 生活デザイン系列
  - 芸術スポーツ系列

## 概要
神奈川県立平安高等学校・神奈川県立寛政高等学校を統合、単位制総合学科高校として2004年に開校した。
現在、平安高校の校舎・校地は本校が、寛政高校の校舎・校地は増築・リフォームして神奈川県立東部総合職業技術校が継承している。

## 部活動
- 運動部
  - 野球、バスケットボール、サッカー、テニス、ソフトテニス、バドミントン、柔道、剣道、ハンドボール、ソフトボール、陸上競技、バレーボール、ダンス、卓球、山岳
- 文化部
  - 吹奏楽、軽音楽、演劇、JRC、茶道、和太鼓、パソコン、料理、鉄道研究、美術、写真、漫画研究、文芸、放送、陶芸、英語（同好会）、書道（同好会）、かるた

## アクセス
学校HPより
| 乗車駅               | 系統   | 下車停留所     | 運行事業者 |
| -------------------- | ------ | -------------- | ---------- |
| JR鶴見駅・京急鶴見駅 | 16系統 | 鶴見総合高校前 | ■横浜市営  |
| JR鶴見駅・京急鶴見駅 | 鶴09   | 鶴見総合高校前 | ■臨港      |
| JR川崎駅・京急川崎駅 | 川29   | 鶴見総合高校前 | ■臨港      |

| 最寄り駅               | 徒歩所要時間 |
| ---------------------- | ------------ |
| 京浜急行電鉄鶴見市場駅 | 15分         |
| JR鶴見駅・京急鶴見駅   | 22分         |

## 著名な出身者
- 佐藤浩（元サッカー選手、寛政高校卒業）
- 坪倉由幸（我が家、寛政高校卒業）